# Przybysław (Słupca)
Pour les articles homonymes, voir Przybysław.
Przybysław (prononciation : [pʂɨˈbɨswaf]) est un village polonais de la gmina de Zagórów dans le powiat de Słupca de la voïvodie de Grande-Pologne dans le centre-ouest de la Pologne.
Le village possédait une population de 22 habitants en 2004.

## Histoire
De 1975 à 1998, le village faisait partie du territoire de la voïvodie de Konin.

Depuis 1999, Przybysław est situé dans la voïvodie de Grande-Pologne.